# بخش گزیک
بخش گزیک یکی از بخش‌های شهرستان درمیان در استان خراسان جنوبی ایران است.

## تقسیمات کشوری
- بخش گزیک
  - دهستان طبس مسینا
  - دهستان گزیک

## جمعیت
بنابر سرشماری مرکز آمار ایران، جمعیت بخش گزیک شهرستان درمیان در سال ۱۳۸۵ برابر با ۱۵۰۸۹ نفر بوده است.